# Nicté-Ha (leyenda)
La leyenda de Nicté-Ha es una narración que explica el origen mítico de una planta acuática de hojas flotantes y bellas flores blancas de delicado perfume, llamada Nicté-Ha, flor de agua (del maya nikte’ flor, ja' agua,) conocida en español como “sol de agua” o  (Nimphaea ampla-Salisbury); y justifica la razón por la cual los cardenales cantan todas las mañanas al pie de los lagos y cenotes donde crecen esas flores.

## La leyenda
Antiguamente vivía en Nan Chan Kaan, hoy Palenque, un príncipe llamado ChakTzitzib (del maya chak ts’its’ib. Su padre había decidido casarlo con una princesa de tierras lejanas, pero él estaba enamorado de la bella Nicté-Ha, la hija del guardián del Cenote Sagrado. Nadie sabía que los jóvenes se amaban y que cada noche se reunían en el cenote. Nicté-Ha vestía su hipil blanco; y ChakTzitzib, su túnica roja. Y él le cantaba canciones a su amada.
Un día el Sumo Sacerdote los descubrió, y como no quería que Nicté-Ha fuera reina de Nan Chan Kaan, planeó eliminarla. La nana del príncipe presintió las malas intenciones del ministro y advirtió a su señor. Entonces, ChakTzitzib envió a su nana para que trajera a Nicté-Ha y se casaran en secreto.
Pero el astuto sacerdote siguió a la nana y la asesinó.

El príncipe, al ver que su nana no volvía, fue en busca de su amada, que lo esperaba junto al cenote. Al verla, ChakTzitzib la estrechó entre sus brazos. Sin embargo, el malvado sacerdote acechaba oculto en la oscuridad y con su arco lanzó una flecha envenenada al corazón de la doncella, haciéndola caer al cenote. El cuerpo sin vida de Nicté-Ha se hundió rápidamente. El príncipe, sin poder contener su dolor, lloraba amargamente e imploraba a los dioses que se lo llevaran con ella.

Al ver su tristeza, el Señor de las Aguas transformó a Nicté-Ha en un bello nenúfar; y el Señor de los Pájaros convirtió a ChakTzitzib en un gallardo pájaro rojo. Desde entonces, al despuntar el sol, desciende el cardenal a los estanques para cantarle a su amada Nicté-Ha.